# Bronisław Misztal
Bronisław Misztal (ur. 19 maja 1946 w Łodzi, zm. 9 maja 2024) – polski nauczyciel akademicki, profesor, analityk polityczny, publicysta, socjolog, dyplomata. 16 listopada 2011 otrzymał stopień ambasadora tytularnego w polskiej służbie dyplomatycznej. Od 2012 do 2016 był ambasadorem RP w Portugalii.

## Kariera
Ukończył studia socjologiczne w 1970 na Uniwersytecie Warszawskim. Praca magisterska (Socjologiczne zagadnienia bazaru warszawskiego) uzyskała nagrodę Rektora i została opublikowana w kwartalniku „Studia Socjologiczne” (nr 3, 1971). W 1973 uzyskał stopień doktora nauk humanistycznych w Instytucie Filozofii i Socjologii PAN na podstawie rozprawy Grupy rówieśnicze młodzieży, która uzyskała w 1974 nagrodę Sekretarza Naukowego PAN za najlepszą pracę doktorską.
W pracy tej analizował sytuację młodzieży na warszawskiej Woli. Stwierdził w niej m.in., że jednym z poważniejszych problemów życia społecznego Woli są zagadnienia ludzi z tzw. marginesu, których peryferyjna część dzielnicy szczególnie przyciąga. Misztal podkreślał dalej w tym wywodzie naukowym, że znajduje to odbicie w klimacie ulic, na których spotyka się nietrzeźwych mieszkańców o podejrzanym wyglądzie.
W 1977 uzyskał stopień doktora habilitowanego nauk humanistycznych na podstawie pracy „Zagadnienia społecznego uczestnictwa i współdziałania”. Wskazywał w niej, że procesy walki klasowej angażują we współdziałanie wielkie agregaty jednostek ludzkich.
W 1981 otrzymał tytuł Chair Jacques Leclercq w Universite Catholique Louvain-la-Neuve. W 1988 uzyskał tytuł profesora zwyczajnego (full professor) na Indiana University, a w 2001 tytuł profesora nauk humanistycznych w Polsce. W latach 1971–1981 był docentem w Polskiej Akademii Nauk, w latach 1995–2000 na Uniwersytecie Jagiellońskim w Instytucie Socjologii, od 2001 na Uniwersytecie Warszawskim w Centrum Europejskim. W latach 1995–2005 publicysta i współpracownik „Rzeczpospolitej”. Od 2000 do 2003 był profesorem wizytującym Uniwersytetu Katolickiego w Mediolanie. Wykładał na Uniwersytecie Paris VIII (Saint Denis), Claremont Colleges (Kalifornia), Washington University w St.Louis (Missouri). W latach 2005–2011 dziekan Wydziału Socjologii na Katolickim Uniwersytecie Ameryki. Od 1 stycznia 2008 do stycznia 2009 był Dyrektorem Gabinetu Politycznego Ministra Spraw Zagranicznych Radosława Sikorskiego.
Staż podyplomowy odbył w centrum badania ruchów społecznych na École pratique des hautes études w Sorbonie, Uniwersytecie w Chicago (Senior Fulbright Scholar) oraz DAAD Scholar w Bremie. Był dyrektorem wykonawczym Wspólnoty Demokracji, organizacji międzyrządowej z siedzibą w Warszawie i Waszyngtonie.
Specjalizował się w zagadnieniach socjologii, teorii socjologii, globalizacji oraz analizie ruchów i zmian społecznych. Doktorat pod jego kierunkiem napisał Leszek Sibilski.
12 czerwca 2012 został mianowany Ambasadorem RP w Portugalii. Został odwołany 22 sierpnia 2016.
Znał języki: angielski, francuski, hiszpański, rosyjski.
Pochowany na Cmentarzu Wojskowym na Powązkach.

## Ordery i odznaczenia
- Krzyż Oficerski Orderu Odrodzenia Polski „w uznaniu wybitnych zasług w służbie zagranicznej, za osiągnięcia w podejmowanej z pożytkiem dla kraju pracy zawodowej i działalności dyplomatycznej” (2010)[15]
- Krzyż Kawalerski Orderu Zasługi Rzeczypospolitej Polskiej (2001)[16]

## Wybrane publikacje
- Bronisław Misztal: Grupy rówieśnicze młodzieży. Zakład Narodowy im. Ossolińskich, 1974. Brak numerów stron w książce
- Bronisław Misztal: Zagadnienia społecznego uczestnictwa i współdziałania. Zakład Narodowy im. Ossolińskich, 1977. Brak numerów stron w książce
- Bronisław Misztal: Socjologia miasta. Warszawa: Instytut Wydawniczy CRZZ, 1978. Brak numerów stron w książce
- pod red. Bronisława Misztala: Prywatyzacja szkolnictwa wyższego w Polsce. Kraków: Universitas, 2000. ISBN 83-7052-657-8. Brak numerów stron w książce
- Bronisław Misztal: Teoria socjologiczna a praktyka społeczna. Kraków: Universitas, 2000. ISBN 83-7052-749-3. Brak numerów stron w książce
- edited by Bronislaw Misztal: Poland after Solidarity. New Brunswick ; Oxford: Transaction Books, 1985. ISBN 0-88738-049-2. Brak numerów stron w książce
- edited by Louis Kriesberg, Bronislaw Misztal: Social movements as a factor of change in the contemporary world. Greenwich ; London: JAI Press, 1988, seria: Research in Social Movements, Conflicts, and Change; vol. 10. ISBN 0-89232-723-5. Brak numerów stron w książce
- edited by Bronislaw Misztal, Anson Shupe: Religion and Politics in Comparative Perspective: Revival of Religious Fundamentalism in East and West. Praeger, 1992. ISBN 0-275-94218-X. Brak numerów stron w książce
- edited by Anson Shupe, Bronislaw Misztal: Religion, Mobilization, and Social Action. Praeger, 1998. ISBN 0-275-95625-3. Brak numerów stron w książce
- edited by Bronislaw Misztal, Francesco Villa, Eric Sean Williams: Paul Hanly Furfey’s Quest for a Good Society. Washington: Catholic University of America, 2005, seria: Cultural Heritage and Contemporary Change.; vol. 32. ISBN 1-56518-227-8. Brak numerów stron w książce
- bajo la dirección Agnieszka Kopeć, Bronisław Misztal: Beneficios de la tranformación democrática. Instituto Lech Wałęsa, 2009. ISBN 978-83-914121-8-3. Brak numerów stron w książce